# Bomburu Ella
Bomburu Ella, Perawella Ella (syng. බෝඹුරු ඇල්ල, Bōm̆buru Ælla, පේරවැල්ල ඇල්ල, Peravælla Ælla; ang. Bomburu Ella, Perawella Falls) – wodospad w Sri Lance położony piętnaście km od miejscowości Welimada, na granicy dystryktów Nuwara Elija i Badulla. Jego wysokość wynosi 30 m. Znajduje się na rzece Dulgala (dopływa rzeki Uma), niedaleko ogrodu botanicznego Hakgala. Tworzy kilka strug wodnych na wysokości między 1500 a 2000 m n.p.m. w rezerwacie leśnym Sita Elija.